# 武見敬三
武見 敬三（たけみ けいぞう、1951年〈昭和26年〉11月5日 - ）は、日本の政治家、ニュースキャスター、国際政治学者。自由民主党所属の元参議院議員（5期）。
1995年の参院選で初当選し、厚生労働大臣（第27代）、厚生労働副大臣（第1次安倍内閣）、参議院外交防衛委員長、同環境委員長、自由民主党参議院議員会長（第31代）、同参議院政策審議会長、日蓮宗全国檀信徒協議会副会長、同顧問、世界保健機関親善大使、国連開発計画（UNDP）人間の安全保障に関する特別報告書ハイレベル諮問パネル共同議長などを歴任。本人は医師ではないが、父の武見太郎が医師で日本医師会長であったために2007年までは日本医師連盟の組織内候補（推薦候補）として支援を受けていたが、医師会の意向に反する政策を推して対立することが増えた。
2013年以降の選挙では医師会は羽生田俊を組織内候補として支援した。第27回参議院議員通常選挙で落選し、政界引退を表明した。

## 来歴
松濤幼稚園、慶應義塾幼稚舎、慶應義塾普通部、慶應義塾高等学校を経て、1974年（昭和49年）3月に慶應義塾大学法学部政治学科卒業、その後、同大学大学院法学研究科政治学専攻修士課程に入学、1976年修了。1980年（昭和55年）に同大学院法学研究科政治学専攻博士課程単位取得満期退学。
学生時代はラグビー部に属していた。東海大学政治経済学部助手、講師、助教授を経て、1995年（平成7年）に東海大学教授。専攻は国際政治学。米国の東アジア政策などについての論文が多い。途中台湾師範大学大学院・ハーバード大学大学院にて在外研究。
1987年（昭和62年）10月から1988年（昭和63年）10月までテレビ朝日「モーニングショー」のメイン司会者。1980年代には「CNNデイウォッチ」、1990年代には「CNNデイブレイク」のキャスター。1995年（平成7年）の第17回参議院議員通常選挙で初当選し、2001年に再選。知名度と政治学者としての専門を生かし、議員としても国際関係の討論番組などに盛んに出演していた。
2002年（平成14年）3月7日、喫煙による健康被害を防ぐため、禁煙の必要性を主張する、超党派の国会議員で構成される禁煙推進議員連盟の設立発起人の一人となる。

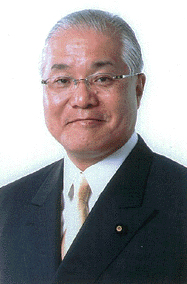
厚生労働副大臣就任時の肖像写真

2006年（平成18年）9月発足の安倍内閣で厚生労働副大臣（雇用対策や児童、家庭対策などの担当）。厚生労働副大臣でありながら、自身がメタボリックシンドロームになっていたことが判明し自身のリハビリ経験をホームページで公開した。
任期満了に伴い2007年（平成19年）7月29日に行われた第21回参議院議員通常選挙で三選を目指し比例代表区から立候補したが、自民党への逆風の煽りを受けて18万5千票を集めるものの35名中15位（当選者14名）で次点で落選する。
2007年（平成19年）11月、米国ハーバード大学医療財政研究所に客員研究員として就任。2008年（平成20年）、長崎大学客員教授。2012年（平成24年）、身延山大学客員教授に就任。同年11月30日、上位当選者の義家弘介が12月4日公示の第46回衆議院議員総選挙への立候補を理由に参議院議員を辞職し、繰り上げ当選で5年ぶりに国政復帰した。
2013年（平成25年）、第23回参議院議員通常選挙東京都選挙区の自民党公認候補に内定する。同年7月、第23回参議院議員通常選挙に東京都選挙区から立候補し、再選。
2016年（平成28年）4月、アジア人口・開発議員フォーラム（AFPPD）の議長として、「G7伊勢志摩サミットに向けた世界人口開発議員会議（GCPPD2016）」を主導した。同会議は、日本政府が議長国を務めるG7サミットに先立ち、「人間の安全保障」と「持続可能な開発目標（SDGs）」の実現に向けた国際的連携を深めることを目的とし、64の国と地域から140人以上の議員が参加した。武見は基調講演でユニバーサル・ヘルス・カバレッジ（UHC）や人口問題、ジェンダー平等などを軸に国際協力の必要性を強調し、会議宣言文を安倍晋三首相および岸田文雄外相に手交するなど、政策形成に直接的な影響を及ぼした。
2017年（平成29年）、参議院自民党政策審議会長（衆議院側の政調会長に該当する）に就任、参議院の政策立案を牽引する。政審会長として包括的な政策の検証を行うとともに長期的な観点から日本の在り方の方向性を議論した「国家ビジョン」を内政と外交について取りまとめた。この内容は「参議院自民党『内政・外交国家ビジョンセミナー(JAPAN VISIONS)』」としてニコニコ動画でも特集された。

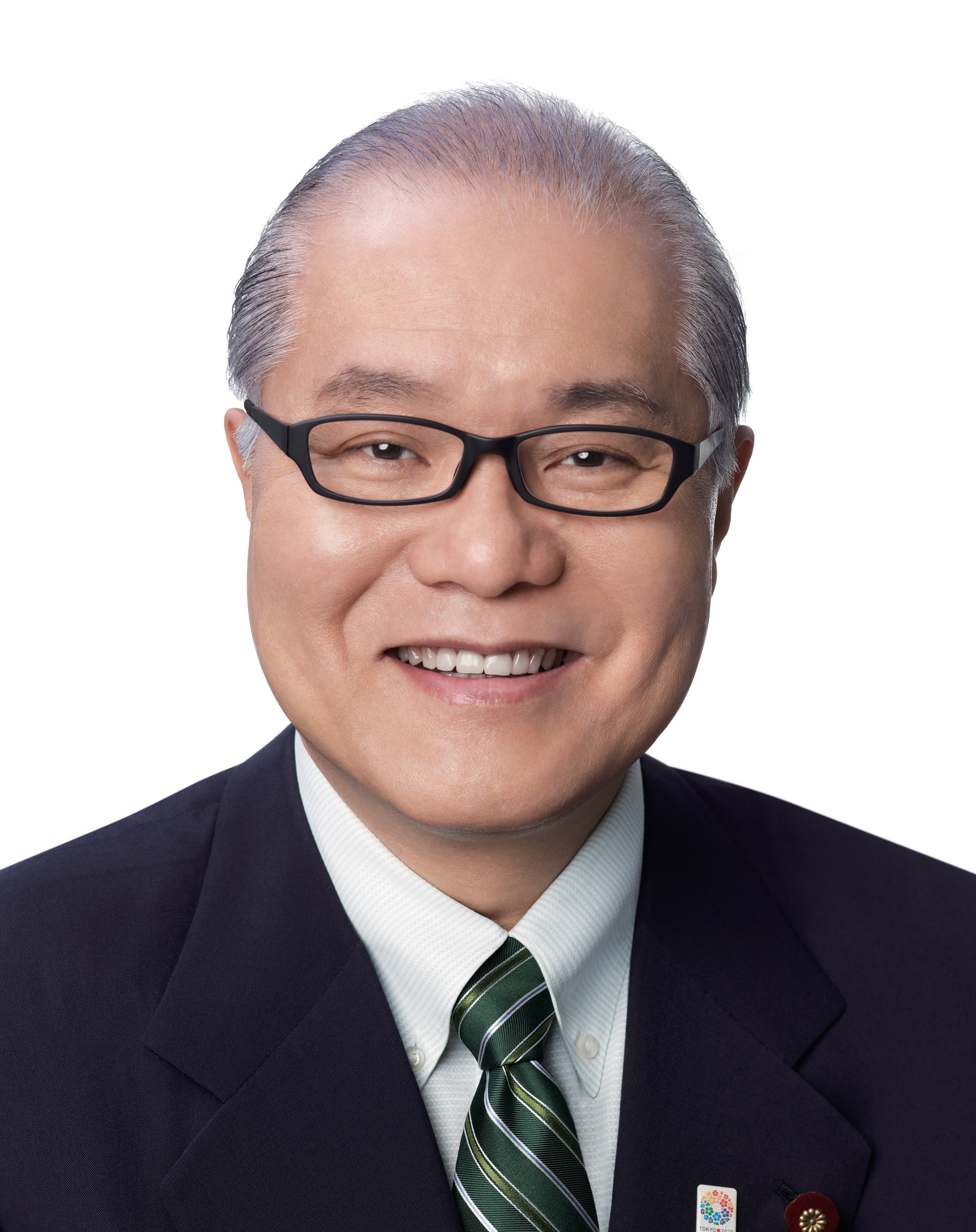
内閣府が公開した肖像写真

2019年（令和元年）、世界保健機関（WHO）ユニバーサル・ヘルス・カバレッジ親善大使に就任する。
2019年7月21日投開票の第25回参議院議員通常選挙に東京都選挙区から立候補し、6位（定数6）で当選。
2020年（令和2年）7月には新型コロナウイルス感染拡大と厚生労働省のガバナンス等について課題を提起し、新型コロナウイルス関連肺炎対策本部のもとに感染症対策ガバナンス小委員会を立ち上げた。そして、2020年10月に今回の反省点を踏まえ、感染症有事において、1.国レベルの安全保障における感染症危機の明確な位置づけ、2.感染症危機管理に特化した組織機構の構築等、3.医療、公衆衛生、危機対応オペレーション、研究開発の4機能の一体運用、4.感染症危機対応のIT化等、5.国民と政府の関係とコミュニケーションの強化、6.柔軟な制度運用を可能とする法的枠組みと手順の構築、7.産官学の連携による医薬品研究開発ファンドの設立、8.国立感染症研究所のワクチン業務の見直しを委員長として取りまとめた。
2020年9月、国際人口開発会議（ICPD）25周年記念ナイロビ・サミットのフォローアップのため、国連人口基金（UNFPA）が設置した「ハイレベル・コミッション（High-Level Commission on the Nairobi Summit on ICPD25 Follow-up）」の委員に就任した。
同コミッションは、性と生殖に関する健康と権利（SRHR）に関して国際社会が掲げた「3つのゼロ」（すべての人に家族計画の選択肢を、妊産婦の予防可能な死亡ゼロ、ジェンダーに基づく暴力ゼロ）を推進するため、27名の国際的有識者で構成され、進捗の監視と政策提言を行った。武見は日本からの唯一の議員メンバーとして参画し、国際的な政策形成に貢献している。
2021年（令和3年）、国連開発計画（UNDP）が設置の発表をした「人間の安全保障に関する特別報告書ハイレベル諮問パネル」の共同議長として、ラウラ・チンチージャ元コスタリカ大統領とともに就任した。そして、パネルでの議論を通じて、持続可能な開発目標（SDGs）達成を始めとする地球規模の課題への取組を加速するため、新たな時代の人間の安全保障について報告書を取りまとめた。
2022年（令和4年）1月には、自由民主党の中に、社会保障調査会とデジタル社会推進本部の合同のプロジェクトチーム（PT）として「健康・医療情報システム推進合同PT」を立ち上げ、事務局長に就任した。新型コロナ感染症に対する危機管理の経験も基に、①「全国医療情報プラットフォーム」の創設、②電子カルテ情報の標準化、③「診療報酬改定DX」の取組を並行して進めるよう求める「医療DX令和ビジョン2030」を5月に提言している。
2023年（令和5年）7月には、バンコクで開催された国際人口開発会議（ICPD）の30年間の成果を見直す「ICPD30」関連会合で議長として出席し、2050年までに同地域で4人に1人が60歳以上となる見通しを踏まえ、高齢化対応の必要性を訴えた。
また、同年4月の「G7広島サミットに向けた世界人口開発議員会議（GCPPD）」では、人口と開発に関するアジア議員フォーラム（AFPPD）議長として共同宣言の採択と提出を主導し、国際的に注目された。
2023年9月13日発足の第2次岸田第2次改造内閣で厚生労働大臣に就任し、初入閣。
2024年（令和6年）10月1日、石破茂内閣の発足に伴い厚生労働大臣を退任。同月4日に参議院環境委員長に就任。同年11月6日、自民党参議院議員会長に就任。
同年12月26日、翌年7月の第27回参議院議員通常選挙の東京都選挙区公認候補として擁立することが自民党から発表された。
2025年7月20日に行われた第27回参議院議員通常選挙に立候補したものの、定数6人と補欠当選1人に対し10位で落選し、政界引退を表明した。

## 活動
海洋基本法の制定に尽力した他、自殺対策基本法、JICA改革など多くの議員立法・行政改革に携わった。その評価は国際的にも高く、様々な国際的専門家会議に招聘されており、2019年には保健問題に関する実質的な活動を担うことを期待されWHO（世界保健機関）の親善大使に就任した。国際的なトップ医学誌であるランセットは武見を「カリスマ（catalytic charisma）」と評し特集している。保健政策に関わる国際的なこれらの活動は、日本の外交力を強化するものとして評価されている。また、少子高齢化については「2030年以降の生産年齢人口の急減」に強い危機感を示し、女性の社会進出や高齢者雇用、外国人労働者受け入れ、医療・介護分野のデジタル化などの政策を訴えている。

### 保守リベラリズム
保守的な価値観と民主主義の融合を掲げる「保守リベラリズム」の立場から、武見は政治・制度・象徴天皇制のあり方について一貫した見解を示している。2019年（平成31年）に発表した論考「日本を形作った『保守リベラリズム』」では、吉田茂と小泉信三の思想的伝統を継承する形で、象徴天皇制と民主主義を両立させる国家像を提示し、「平和主義」と「多様性の尊重」を日本の保守主義の核心と位置付けている。また、保守が担うべき責務として「戦争への深い反省」と「天皇を政治の前面に立たせないこと」の重要性を強調した。

### 人間の安全保障に関する活動
武見は、1990年代後半から日本外交における「人間の安全保障」の推進に深く関与してきた。冷戦後、国際社会における「人間の安全保障（Human Security）」概念の重要性が高まるなか、外務省や内閣の議論を通じて同概念を政策として体系化する役割を担った。特に、アジア金融危機後の社会的弱者への支援強化や、ODAの改革議論において「人間中心の安全保障」の必要性を政府内で主張し、国連への「人間の安全保障基金」創設（1999年）や「草の根・人間の安全保障無償資金協力」の制度設計にも関与した。2000年の国連ミレニアム・サミットでは、日本政府が主導して「人間の安全保障委員会（Commission on Human Security）」の設立を提案。この委員会では、緒方貞子（当時JICA理事長）やアマルティア・センらと共に議論を進め、保護（Protection）と能力強化（Empowerment）を柱とする政策枠組みの形成に寄与した。また、北海道洞爺湖サミットに向けては、G8諸国に対し、ヘルス・システム強化（HSS）の必要性を人間の安全保障の観点から提唱するなど、グローバル・ヘルス分野における人間の安全保障の実践的活用にも取り組んだ。この枠組みは、後年のJICAによるODA実施方針や日本の多国間外交の基礎にもなっている。武見はその後も国際的なシンポジウムや政府内議論において「人間の安全保障」を国際社会の共通課題として位置づけ、特に「欠乏からの自由」と「恐怖からの自由」を組み合わせた新たな安全保障モデルの確立に注力してきた。

### 海洋基本法に関する活動
東シナ海における中国の調査船問題などの海洋安全保障上の問題、排他的経済水域・大陸棚などの海域をめぐる政策課題に対応するため、2006年4月、超党派の政治家と有識者からなる海洋基本法研究会（代表世話人：武見敬三）を設立。2007年の海洋基本法成立に尽力した。
その後も「EEZ（排他的経済水域）を守るための国家の意志を強化する必要があり、覚悟を決めた対応が必要となる。大局的な視点を持った政治家的アプローチが今求められている」と述べて個別的利害対立を超えた総合的対応の必要性を訴え、2013年の新・海洋基本計画制定に尽力するとともに自民党海洋戦略小委員会の委員長として継続的な政策の実現をリードした。海底鉱物資源開発、海洋の安全保障、排他的経済水域の開発・利用・保全、海洋産業の育成などが重要な課題であるとしている。

### 自殺対策基本法に関する活動
2006年、自殺者数が多い日本の深刻な状況に対処するため、「自殺対策を考える議員有志の会」で中心的役割を果たし、議員立法の立役者として党派を超え自殺対策基本法の成立に尽力した。
日本の自殺者数は1997年から98年にかけ急増し毎年3万人を上回る状況が続いていたが、政府内の担当部署も曖昧で、自治体を含め政府の戦略もない状況だった。この状況を受け武見ら厚労委のメンバーを中心に超党派の参院議員の動きが活発化、有志議員と民間が連携した立法活動が実り自殺対策基本法が成立した。同法は社会的な取り組みとして自殺対策を国や地方公共団体の責任と規定しており、内閣府への「自殺総合対策会議」の設置や民間団体との連携なども盛り込み、国を挙げて総合的な自殺対策に取り組む契機となった。その後も継続的に自殺対策に尽力、2019年には「自殺対策の総合的かつ効果的な実施に資するための調査研究及びその成果の活用等の推進に関する法律案」が成立した。

### 高額療養費制度に関する取り組み
2025年3月、医療費の患者負担を抑える「高額療養費制度」のあり方を議論するため、超党派の「高額療養費制度と社会保障を考える議員連盟」の会長に就任した。議連は、がんや難病の患者団体の要望を受けて、自民党、立憲民主党、国民民主党など与野党の約95名の議員が参加して設立された。武見は「高額療養費制度は国際的にも誇るべき制度」と述べ、制度の持続的発展と、政治問題化を避けた丁寧な議論の重要性を強調した。議連は、政府による負担上限額引き上げ方針を受け、制度の見直しに対する患者団体の意見を踏まえ、政府への提言や要望活動を今後進めていく方針を示している 。

### 医師会との関係を巡る立場と見解
2023年9月に厚生労働大臣に就任した際の記者会見で、「私は医療関係団体の代弁者ではない」と明言し、自身の政治姿勢として「国民の立場から政策を遂行する」と表明した。これは、父・武見太郎が日本医師会会長を務め、自身も医師連盟から選挙支援を受けてきた経歴が「組織内候補」と見なされがちであったことへの明確な距離の取り方とされている。
実際、武見は日本医師連盟の「公式な組織内候補」として擁立されたのは、参議院比例区であった1995年の第17回参議院議員通常選挙、2001年の第19回参議院議員通常選挙および2007年の第21回参議院議員通常選挙であり、その後の、東京都選挙区となった2013年の第23回参議院議員通常選挙と2019年の第25回参議院議員通常選挙では、他の候補（比例区である羽生田俊や自見英子）とは異なる支援関係にあったとされている。また厚労大臣就任後には、医師の開業制限や医療DXの推進など、医師会の主張と相反する政策を進めた事例も多々あり、医師会とは対立することが多かった。

### 人道外交に関する活動
超党派の「人道外交議員連盟」会長として、日本政府の人道支援政策強化に積極的に関与している。特にパレスチナ・ガザ地区における人道危機への対応として、国連パレスチナ難民救済事業機関（UNRWA）への継続支援を提言し、医療分野での具体的貢献としてメディカルエバキュエーション（医療目的の避難支援）への参画を提言しているほか、二国家解決を支持し、その推進を図っている。

### 世界保健機関（WHO）のユニバーサル・ヘルス・カバレッジ（UHC）親善大使としての活動

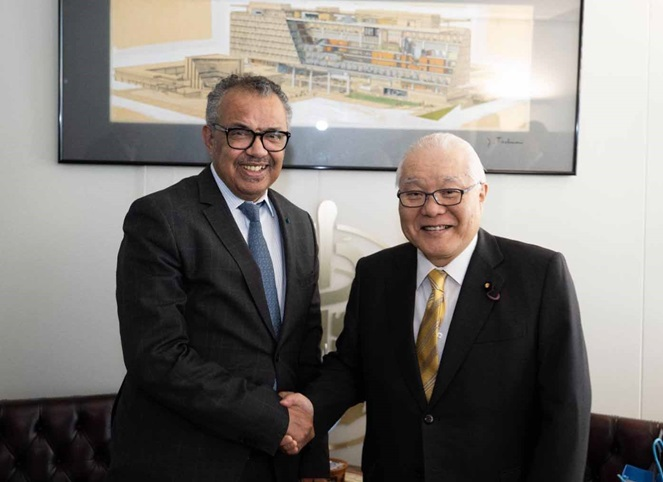
WHO事務局長のテドロス・アダノムと（2024年5月）

2019年、長年にわたるグローバルヘルス分野での貢献、なかでも「誰一人残さない持続可能な保健医療制度の確立を目指す」UHCの推進を世界的に主導したことが国際的に高く評価され、マイケル・ブルームバーグらとならび、世界で10人の世界保健機関親善大使に任命された。
WHOテドロス事務局長は委嘱の辞において、これまでのグローバルヘルスにおける功績を称えるとともに、「UHC達成に向けて日本のリーダーシップは重要であり、日本の政治家および学者の立場からも発信できる武見議員の今後の親善大使としての活躍に大いに期待する」と述べた。
同年9月23日に開催された第74回国連総会のUHCハイレベル会合では、武見はパネルディスカッションに登壇し、各国が独自のロードマップを策定し、UHCの推進に取り組むべきであると提言した。また、UHC政治宣言の採択を踏まえ、持続可能な保健財政の強化、プライマリーヘルスケア（PHC）の推進、非感染性疾患（NCD）や感染症対策、医薬品アクセスの改善、保健人材の育成など、多岐にわたるUHCの重要課題への取り組みを強調した。武見は、UHCを単なる医療制度改革にとどめず、社会経済の発展と結びつけた総合的な枠組みとして推進する必要性を訴え、日本の経験を生かした国際協力の重要性を強調した。

### グローバル・ヘルスに関する活動
2007年11月より、アメリカ合衆国ハーバード大学公衆大学院及び日米関係プログラムの客員研究員として渡米し、ハーバード大学を拠点としてエイズ等感染症、母子保健、乳児死亡率の改善等、国際社会の喫緊の課題を内容とする「グローバルヘルス（Global Health)」を研究テーマに各国で論文発表、国際会議に関わっている。2008年の、G8北海道洞爺湖サミット・フォローアップ「保健システム強化に向けたグローバル・アクションに関する国際会議」の後、国際タスクフォースの主査として「保健システム強化に向けたグローバル・アクション G8への提言」を発表した。2011年には、世界的医学雑誌ランセットの日本特集号国内実行委員会委員長として、『ランセット』日本特集号「国民皆保険達成から50年」を発表した。
2016年より、外交専門誌『外交』に「開発と安全保障をつなぐ日本のグローバルヘルス戦略」（2016年）、「国際保健外交の現状と日本の役割」（2017年）等を発表。グローバル・ヘルスワーキンググループの委員長も務めた。また、UHC2030運営委員会の共同議長らとともに、2023年にはCOVID-19パンデミックの教訓を踏まえたグローバルヘルス体制の抜本的強化を訴え、気候変動や人道危機といった新たな健康脅威に対する備えとして、医療システムのデジタル化、医療DX、政治的リーダーシップ、社会全体の参加、ジェンダー平等の促進、および法規制整備の重要性を提唱している。また、自由民主党国際保健戦略特別委員会委員長として、アジア健康構想（AHWIN）の推進、医薬品・医療機器の規制調和を目的とした医薬品医療機器総合機構（PMDA）のアジア拠点整備の推進を通じて、日本およびアジア地域の医療システム強化に取り組んでいる。また、トランプ政権再登場を見据えた発言として、「日本は、米国の国際機関からの撤退や国際秩序の混乱に備え、ミドルパワーとしてグローバルヘルスなどで国際社会における役割を強化すべき」との見解を示している。

### 福島健康管理調査に関する活動
2012年3月1日に福島県民健康管理調査で世界の英知を結集する必要があるとともに、世界に向けて情報を発信していく必要があるとして福島県立医科大学に国際連携部門が設立され、山下俊一福島県立医科大学副学長からの客員教授就任の依頼を受けて同年に福島県立医科大学客員教授に就任した。

### 非正規雇用労働者の待遇改善に関する活動
2025年2月より、超党派「非正規雇用労働者の待遇改善と希望の持てる生活を考える議員連盟」の会長として、非正規労働者の待遇改善を目的とした活動を推進している。同議連では、非正規雇用から生じる格差の是正、希望の持てる生活の実現を目指し、議員立法によるワークルール教育の法整備や待遇改善政策の提言などに取り組んでいる。

### 緊急避妊薬に関する活動
自民党の「地域で安心して分娩できる医療施設の存続を目指す議員連盟」の会長であり、この議連は日本産婦人科医会の働きかけで発足した。2022年12月26日、「緊急避妊薬の安全使用や悪用防止を図る」ため、議員連盟会長としてOTC化（市販化）に慎重な対応を厚労相に要請した。このため、緊急避妊薬の市販化を目出す女性団体からは、4万件以上の意見の多数が市販化賛成というパブリックコメントを経てもなお試験運用開始も始まらない同薬について、厚生労働相としての中立性について注目されている。緊急避妊薬は、WHOの必須医薬品であり、約90カ国で処方箋なしで薬局で購入できるが、日本では医師の処方箋が必要である。

### 国際人口問題と議員ネットワークでの役割
アジア人口・開発協会（APDA）および人口と開発に関するアジア議員フォーラム（AFPPD）との関係を通じ、人口と開発に関する国際的な議員間連携を主導してきた。特にAFPPDでは議長（Chairperson）を務め、ジェンダー平等や高齢化対策、若者支援など、アジア太平洋地域が抱える人口課題の政策的対応を促進している。日本国内においても、急速な人口増加が社会・経済発展の大きな障害となるという認識のもとで、特にアジア諸国での人口状況を視察した岸信介元首相や福田赳夫元首相、安倍晋太郎元外相をはじめとする超党派の議員たちが、食料や資源の危機に対する懸念から1974年に設立された、世界初の超党派の議員連盟である国際人口問題議員懇談会（JPFP）やその事務局を担うアジア人口・開発協会（APDA）と連携し、少子高齢化、ジェンダー平等、地域再生などに関する政策提言の一端を担っている。

### 医療DXに関する活動
自由民主党政務調査会の「社会保障制度調査会・デジタル社会推進本部 健康・医療情報システム推進合同PT」において、医療DX推進を主導している。2022年5月には『医療DX令和ビジョン2030』を提言し、「全国医療情報プラットフォーム」の創設、電子カルテ情報の標準化、診療報酬改定業務のデジタル化（診療報酬改定DX）の推進を提案した。さらに、2023年4月には「医療DX令和ビジョン2030」の具体的実現に向けた提言を取りまとめ、厚生労働省の司令塔機能強化、医療情報の二次利用（研究・開発活用）の促進、個人健康情報（PHR）の推進を通じて、国民が最適な医療を受けられる社会の実現を目指している。また、デジタルヘルスの重要性を認識した経験を踏まえ、日本国内における医療DXの推進に尽力するとともに、世界の保健システムにおいてもデジタル技術が医療サービスの質や効率性、健康の公平性向上に重要であることを強調していると学術誌にも寄稿している。

### 看護師・保健師に関する活動
日本の地域保健における看護師・保健師の役割を高く評価し、地域における保健指導・疾病予防・在宅訪問・データを用いた地域ニーズの把握などを通じて、超高齢社会における地域ケアや健康寿命の延伸に貢献してきたと指摘するとともに、WHOや世界銀行と協力して設立を進める「UHCナレッジハブ」においても地域包括ケアや看護職の役割を重視している。

### 少子化・人口問題に関する取り組み
少子化問題について「日本の少子化はフランスなど欧州諸国よりも急速に進行しており、社会的なあつれきや経済停滞、安全保障リスクを引き起こす」と指摘している。介護保険導入（2000年）当時に少子化対策も同時に進めるべきだったと述べ、非正規雇用の増加やデジタル化の遅れが少子化の一因になったとの見解を示した。岸田内閣による児童手当の所得制限撤廃には賛成の立場を取り、「女性の社会進出と職場復帰が前提となる社会構築」を訴えている。また、少子化が安全保障に与える影響についても警鐘を鳴らし、「人口減は軍事力の基盤を脅かし、欧米諸国では女性兵士や無人機などの導入が進んでいる」と発言している。

### 中国・台湾政策に関する活動
長年にわたり中国および台湾との外交関係の歴史や現状に詳しく、自民党内で台湾と中国両方の議員連盟に所属する立場から発言を続けている。台湾問題については「台湾の戦略的重要性は半世紀を経ても変わっておらず、台湾の民主主義体制を守るべき」と述べ、台湾有事リスクに備えた日本の防衛力強化と、日中間の戦略的互恵関係の両立が重要との考えを示している。自民党内で「教条的に中国との対立を志向する勢力」と「対中協調を重視する現実主義的立場」の二極化が進む中、自信を後者に位置づけ、自らは「対話と抑止の双方を重視するバランス外交」の必要性を訴えている。

## 政治資金
2019年から2021年の3年間で医師会やその関係団体から少なくとも総額1億2000万円の政治献金やパーティー券購入があったが、政治資金規正法違反などの違法性のある献金は報告されていない。
日本医師連盟と関連団体の「国民医療を考える会」、東京都医師政治連盟は、武見の応援をしており、武見が代表を務める資金管理団体「敬人会」と政党支部の「自民党東京都参議院選挙区第三支部」の合計収入は2017年から2021年の5年間で合計6億1700万円ほどで、医師会関係の団体からの献金やパーティー券購入は2億2100万円で、およそ3割を占める。武見が集めた資金は、自民党の都議や区議が代表を務める各党支部に多くが分配され、2019年だけで4620万円を提供している。

### 政治資金パーティー
2024年7月、自民党の派閥の政治資金パーティー収入の裏金問題を背景に、大規模パーティーの自粛を求めた大臣規範が制定された中、武見は政治資金パーティーを強行した。8月2日の記者会見で、「背に腹は代えられない。私の事務所の金庫は７月中旬で全く空になるところで、必要不可欠だった」と述べ、法的には問題がない旨を主張した。大臣規範への抵触に関しては、「特に盛大にやろうというつもりだったわけではない」と述べた。

#### オンラインイベントの記載欄問題
自身が代表を務める敬人会が2021年に計4回、「勉強会」や「セミナー」をオンラインで開催。いずれも1000万円以上、合計5000万円以上の収入を得ていたが政治資金収支報告書にその他の事業と記載した。政治資金規正法は、1000万円以上の政治資金パーティー報告を義務づけている。武見は、「実質的な政治資金パーティーとして開こうとした」「最初パーティーとして申請するものだと考えていた」が、総務省から「パーティーの定義に見合わない」と指摘を受け、「その他の事業」として報告したと説明した。

## 人物

### 日本医師会および医療関係者との関係
父・武見太郎は開業医の団体である日本医師会の会長を務めたが、武見敬三自身は医学の道には進まず、国際政治学を専攻。東海大学で教授を務めるなどアカデミアでのキャリアを築いた後、1995年に自民党の比例代表として初当選して政界入りした。
武見はかつて日本医師会が母体の政治団体「日本医師連盟」の組織内候補で、現在も政治献金やパーティ券などの購入で支援を受けている。評論家からは、医師会と距離を置き、診療報酬改定にも厳しい態度で臨むことができるか疑問であると評価されていた。
日本医師会の尾崎治夫は、武見の後援会長であり、海外の公衆衛生の分野では有名であり、日本では類まれな政治家であるとし、「日本になくてはならない政治家の一人」との評価を示している。
2023年10月5日、日本医師会の松本武郎代表が厚生労働省を訪れ、武見に陳情を行った。23年の補正予算を念頭に、物価高騰に対する補助金を求める要望書を手渡し、説明を行った。その資料の中には24年度の診療報酬改定についての要望があり、コロナ対応後の経営悪化を念頭に、医療・介護分野での「賃上げ」を検討するように要請していた。かつて政府で検討された患者が診療拒否にあわないための「かかりつけ医の制度化」は、日医連の強力なロビー活動によって阻止され、見送られた経緯がある。武見はかかりつけ医の制度については、日本の医療制度の「弱点」とも述べているが、一方でフリーアクセスには「ある一定の知見をもった診療所に、直接アクセスできる利点もある」と中立的な見解を示し医師会に味方しなかった。
慶應義塾幼稚舎からの人脈ゆえに、慶應閥が強い厚労省の医系技官に影響力をもった。幼稚舎から一学年下の中谷比呂樹とは特に親密で、かつて武見家の金庫とも言われる「公益信託武見記念生存科学研究基金」の運営委員を中谷が務めており、2019年に武見がWHOのユニバーサルヘルスカバレッジ親善大使に任命されたのも、中谷の推薦があってのことだと言われる。
門田隆将（ジャーナリスト）は、コロナ患者用ベッドを一床空けておくだけで「一日最高43万6000円」が病院に支払われたかつてのコロナ空床補償など、医師会の利権のために「不可欠な人材」であると評価していた

### 信仰・家族背景
武見敬三は、日蓮宗に信仰を持つ家庭に生まれた。父の武見太郎は、幼少期より堀之内妙法寺（東京都杉並区）の第29世・武見日恕上人（武見敬三の大叔父）から法華経の教えに基づく薫陶を受けた。武見日恕上人は教育者としても知られ、東京都小石川茗荷谷に、地方から上京した宗門子弟のための寄宿舎「茗谷学園」を設立し、多くの人材を育成したことで知られる。この学園からは、後に総理大臣となる石橋湛山や、哲学者で立正大学学長を務めた守屋貫教らが輩出されている。武見家では、信仰が家族や親族内の人材育成、教育、地域貢献の基盤となっており、こうした精神文化は武見敬三にも一定の影響を与えたとされる。宗教的価値観を背景に持ちつつも、国際政治や公衆衛生、医療分野においては、現実的・科学的アプローチを重視し、国内外で幅広く活動している 。

### 家族の影響
武見は、幼少期から父・武見太郎（元日本医師会会長）による薫陶を受けた経験を公言しており、家庭内で交わされた政治・外交・皇室観に関する「食堂談話」は、自身の政治的信条形成に影響を与えたと述懐している。特に、吉田茂や小泉信三を中心とした戦後の「保守的自由主義（保守リベラリズム）」に対する敬意を繰り返し表明し、現代においてもその思想的意義を再評価すべきとする立場をとっている。

### 旧統一教会との関係
ジャーナリストの鈴木エイトによると、旧統一教会関連団体との関係について、2019年7月の参議院選挙期間中の個人演説会に、勝共UNITEの主要メンバーや、都内教区で政治家などの渉外を担当していた幹部信者など、複数の統一教会関係者が参加していた。また演説会には、菅義偉官房長官や菅原一秀衆院議員も応援で登壇した。2013年の参議院選挙では、教団内部文書に東京選挙区の推薦候補として武見の記載があった。

### 親族
父は日本医師会の会長を務めた武見太郎。麻生グループ代表麻生泰（麻生太郎衆議院議員の弟）の妻である和子は姉であり、武見自身麻生太郎とは母方のはとこにあたる。外祖父は秋月種英で、大久保利通、牧野伸顕らの子孫にあたる。
家族は妻と娘と2人の息子。
家系図
|            |            |            |            |            |            |  |  |          |          |          |          |          |          |          |          | 野田勢三郎 |          |          |          |          |          |            |  |            |            |            |            |            |            |  |  |                     |          |          |          |          |          |  |  |          |          |          |          |          |          |  |  |  |  |  |  |
|            |            |            |            |            |            |  |  |          |          |          |          |          |          |          |          |            |          |          |          |          |          |            |  |            |            |            |            |            |            |  |  |                     |          |          |          |          |          |  |  |          |          |          |          |          |          |  |  |  |  |  |  |
|            |            |            |            |            |            |  |  |          |          |          |          |          |          |          |          |            |          |          |          |          |          | 野田健三郎 |  |            |            |            |            |            |            |  |  |                     |          |          |          |          |          |  |  |          |          |          |          |          |          |  |  |  |  |  |  |
|            |            |            |            |            |            |  |  |          |          |          |          |          |          |          |          |            |          |          |          |          |          |            |  |            |            |            |            |            |            |  |  |                     |          |          |          |          |          |  |  |          |          |          |          |          |          |  |  |  |  |  |  |
|            |            |            |            |            |            |  |  |          |          |          |          |          |          |          |          |            |          |          |          |          |          |            |  |            |            |            |            |            |            |  |  | 野田宏一郎 （昌宏） |          |          |          |          |          |  |  |          |          |          |          |          |          |  |  |  |  |  |  |
|            |            |            |            |            |            |  |  |          |          |          |          |          |          |          |          |            |          |          |          |          |          |            |  |            |            |            |            |            |            |  |  |                     |          |          |          |          |          |  |  |          |          |          |          |          |          |  |  |  |  |  |  |
|            |            |            |            |            |            |  |  |          |          |          |          |          |          |          |          |            |          |          |          |          |          |            |  | ツヤ子     |            |            |            |            |            |  |  |                     |          |          |          |          |          |  |  |          |          |          |          |          |          |  |  |  |  |  |  |
|            |            |            |            |            |            |  |  |          |          |          |          |          |          |          |          |            |          |          |          |          |          |            |  |            |            |            |            |            |            |  |  |                     |          |          |          |          |          |  |  |          |          |          |          |          |          |  |  |  |  |  |  |
|            |            |            |            |            |            |  |  |          |          |          |          |          |          |          |          |            |          |          |          |          |          |            |  |            |            |            |            |            |            |  |  | 鈴木俊一            |          |          |          |          |          |  |  |          |          |          |          |          |          |  |  |  |  |  |  |
|            |            |            |            |            |            |  |  |          |          |          |          |          |          |          |          |            |          |          |          |          |          |            |  |            |            |            |            |            |            |  |  |                     |          |          |          |          |          |  |  |          |          |          |          |          |          |  |  |  |  |  |  |
| 加納久宜   | 加納久宜   | 加納久宜   | 加納久宜   | 加納久宜   | 加納久宜   |  |  |          |          | 加納久朗 | 加納久朗 | 加納久朗 | 加納久朗 | 加納久朗 | 加納久朗 |            |          |          |          |          |          |            |  | 鈴木善幸   | 鈴木善幸   | 鈴木善幸   | 鈴木善幸   | 鈴木善幸   | 鈴木善幸   |  |  | 千賀子              | 千賀子   | 千賀子   | 千賀子   | 千賀子   | 千賀子   |  |  |          |          |          |          |          |          |  |  |  |  |  |  |
| 加納久宜   | 加納久宜   | 加納久宜   | 加納久宜   | 加納久宜   | 加納久宜   |  |  |          |          | 加納久朗 | 加納久朗 | 加納久朗 | 加納久朗 | 加納久朗 | 加納久朗 |            |          |          |          |          |          |            |  | 鈴木善幸   | 鈴木善幸   | 鈴木善幸   | 鈴木善幸   | 鈴木善幸   | 鈴木善幸   |  |  | 千賀子              | 千賀子   | 千賀子   | 千賀子   | 千賀子   | 千賀子   |  |  |          |          |          |          |          |          |  |  |  |  |  |  |
|            |            |            |            |            |            |  |  |          |          |          |          |          |          |          |          | 八重子     | 八重子   | 八重子   | 八重子   | 八重子   | 八重子   |            |  |            |            |            |            |            |            |  |  |                     |          |          |          |          |          |  |  | 麻生将豊 | 麻生将豊 | 麻生将豊 | 麻生将豊 | 麻生将豊 | 麻生将豊 |  |  |  |  |  |  |
|            |            |            |            |            |            |  |  |          |          |          |          |          |          |          |          | 八重子     | 八重子   | 八重子   | 八重子   | 八重子   | 八重子   |            |  |            |            |            |            |            |            |  |  |                     |          |          |          |          |          |  |  | 麻生将豊 | 麻生将豊 | 麻生将豊 | 麻生将豊 | 麻生将豊 | 麻生将豊 |  |  |  |  |  |  |
|            |            |            |            |            |            |  |  |          |          |          |          |          |          |          |          | 夏子       | 夏子     | 夏子     | 夏子     | 夏子     | 夏子     |            |  |            |            |            |            |            |            |  |  | 麻生太郎            | 麻生太郎 | 麻生太郎 | 麻生太郎 | 麻生太郎 | 麻生太郎 |  |  | 麻生彩子 | 麻生彩子 | 麻生彩子 | 麻生彩子 | 麻生彩子 | 麻生彩子 |  |  |  |  |  |  |
|            |            |            |            |            |            |  |  |          |          |          |          |          |          |          |          | 夏子       | 夏子     | 夏子     | 夏子     | 夏子     | 夏子     |            |  |            |            |            |            |            |            |  |  | 麻生太郎            | 麻生太郎 | 麻生太郎 | 麻生太郎 | 麻生太郎 | 麻生太郎 |  |  | 麻生彩子 | 麻生彩子 | 麻生彩子 | 麻生彩子 | 麻生彩子 | 麻生彩子 |  |  |  |  |  |  |
|            |            |            |            |            |            |  |  |          |          |          |          |          |          |          |          |            |          |          |          |          |          |            |  | 麻生太賀吉 | 麻生太賀吉 | 麻生太賀吉 | 麻生太賀吉 | 麻生太賀吉 | 麻生太賀吉 |  |  | 麻生次郎            | 麻生次郎 | 麻生次郎 | 麻生次郎 | 麻生次郎 | 麻生次郎 |  |  |          |          |          |          |          |          |  |  |  |  |  |  |
|            |            |            |            |            |            |  |  |          |          |          |          |          |          |          |          |            |          |          |          |          |          |            |  | 麻生太賀吉 | 麻生太賀吉 | 麻生太賀吉 | 麻生太賀吉 | 麻生太賀吉 | 麻生太賀吉 |  |  | 麻生次郎            | 麻生次郎 | 麻生次郎 | 麻生次郎 | 麻生次郎 | 麻生次郎 |  |  |          |          |          |          |          |          |  |  |  |  |  |  |
| 麻生賀郎   | 麻生賀郎   | 麻生賀郎   | 麻生賀郎   | 麻生賀郎   | 麻生賀郎   |  |  | 麻生太吉 | 麻生太吉 | 麻生太吉 | 麻生太吉 | 麻生太吉 | 麻生太吉 |          |          | 麻生太郎   | 麻生太郎 | 麻生太郎 | 麻生太郎 | 麻生太郎 | 麻生太郎 |            |  |            |            |            |            |            |            |  |  | 雪子                | 雪子     | 雪子     | 雪子     | 雪子     | 雪子     |  |  |          |          |          |          |          |          |  |  |  |  |  |  |
| 麻生賀郎   | 麻生賀郎   | 麻生賀郎   | 麻生賀郎   | 麻生賀郎   | 麻生賀郎   |  |  | 麻生太吉 | 麻生太吉 | 麻生太吉 | 麻生太吉 | 麻生太吉 | 麻生太吉 |          |          | 麻生太郎   | 麻生太郎 | 麻生太郎 | 麻生太郎 | 麻生太郎 | 麻生太郎 |            |  |            |            |            |            |            |            |  |  | 雪子                | 雪子     | 雪子     | 雪子     | 雪子     | 雪子     |  |  |          |          |          |          |          |          |  |  |  |  |  |  |
|            |            |            |            |            |            |  |  |          |          |          |          |          |          |          |          |            |          |          |          |          |          |            |  | 和子       |            |            |            |            |            |  |  |                     |          |          |          |          |          |  |  |          |          |          |          |          |          |  |  |  |  |  |  |
|            |            |            |            |            |            |  |  |          |          |          |          |          |          |          |          |            |          |          |          |          |          |            |  |            |            |            |            |            |            |  |  |                     |          |          |          |          |          |  |  |          |          |          |          |          |          |  |  |  |  |  |  |
|            |            |            |            |            |            |  |  | 竹内綱   | 竹内綱   | 竹内綱   | 竹内綱   | 竹内綱   | 竹内綱   |          |          | 吉田茂     | 吉田茂   | 吉田茂   | 吉田茂   | 吉田茂   | 吉田茂   |            |  | 吉田健一   | 吉田健一   | 吉田健一   | 吉田健一   | 吉田健一   | 吉田健一   |  |  | 相馬和胤            | 相馬和胤 | 相馬和胤 | 相馬和胤 | 相馬和胤 | 相馬和胤 |  |  |          |          |          |          |          |          |  |  |  |  |  |  |
|            |            |            |            |            |            |  |  | 竹内綱   | 竹内綱   | 竹内綱   | 竹内綱   | 竹内綱   | 竹内綱   |          |          | 吉田茂     | 吉田茂   | 吉田茂   | 吉田茂   | 吉田茂   | 吉田茂   |            |  | 吉田健一   | 吉田健一   | 吉田健一   | 吉田健一   | 吉田健一   | 吉田健一   |  |  | 相馬和胤            | 相馬和胤 | 相馬和胤 | 相馬和胤 | 相馬和胤 | 相馬和胤 |  |  |          |          |          |          |          |          |  |  |  |  |  |  |
|            |            |            |            |            |            |  |  |          |          |          |          |          |          |          |          |            |          |          |          |          |          |            |  | 吉田正男   | 吉田正男   | 吉田正男   | 吉田正男   | 吉田正男   | 吉田正男   |  |  | 旦子                | 旦子     | 旦子     | 旦子     | 旦子     | 旦子     |  |  |          |          |          |          |          |          |  |  |  |  |  |  |
|            |            |            |            |            |            |  |  |          |          |          |          |          |          |          |          |            |          |          |          |          |          |            |  | 吉田正男   | 吉田正男   | 吉田正男   | 吉田正男   | 吉田正男   | 吉田正男   |  |  | 旦子                | 旦子     | 旦子     | 旦子     | 旦子     | 旦子     |  |  |          |          |          |          |          |          |  |  |  |  |  |  |
|            |            |            |            |            |            |  |  |          |          |          |          |          |          |          |          | 雪子       | 雪子     | 雪子     | 雪子     | 雪子     | 雪子     |            |  | 江子       | 江子       | 江子       | 江子       | 江子       | 江子       |  |  |                     |          |          |          |          |          |  |  |          |          |          |          |          |          |  |  |  |  |  |  |
|            |            |            |            |            |            |  |  |          |          |          |          |          |          |          |          | 雪子       | 雪子     | 雪子     | 雪子     | 雪子     | 雪子     |            |  | 江子       | 江子       | 江子       | 江子       | 江子       | 江子       |  |  |                     |          |          |          |          |          |  |  |          |          |          |          |          |          |  |  |  |  |  |  |
| 大久保利通 | 大久保利通 | 大久保利通 | 大久保利通 | 大久保利通 | 大久保利通 |  |  | 牧野伸顕 | 牧野伸顕 | 牧野伸顕 | 牧野伸顕 | 牧野伸顕 | 牧野伸顕 |          |          |            |          |          |          |          |          |            |  | 桜子       | 桜子       | 桜子       | 桜子       | 桜子       | 桜子       |  |  | 荒船清彦            | 荒船清彦 | 荒船清彦 | 荒船清彦 | 荒船清彦 | 荒船清彦 |  |  |          |          |          |          |          |          |  |  |  |  |  |  |
| 大久保利通 | 大久保利通 | 大久保利通 | 大久保利通 | 大久保利通 | 大久保利通 |  |  | 牧野伸顕 | 牧野伸顕 | 牧野伸顕 | 牧野伸顕 | 牧野伸顕 | 牧野伸顕 |          |          |            |          |          |          |          |          |            |  | 桜子       | 桜子       | 桜子       | 桜子       | 桜子       | 桜子       |  |  | 荒船清彦            | 荒船清彦 | 荒船清彦 | 荒船清彦 | 荒船清彦 | 荒船清彦 |  |  |          |          |          |          |          |          |  |  |  |  |  |  |
|            |            |            |            |            |            |  |  |          |          |          |          |          |          |          |          |            |          |          |          |          |          |            |  |            |            |            |            |            |            |  |  | 信子                |          |          |          |          |          |  |  |          |          |          |          |          |          |  |  |  |  |  |  |
|            |            |            |            |            |            |  |  |          |          |          |          |          |          |          |          |            |          |          |          |          |          |            |  |            |            |            |            |            |            |  |  |                     |          |          |          |          |          |  |  |          |          |          |          |          |          |  |  |  |  |  |  |
| 三島通庸   | 三島通庸   | 三島通庸   | 三島通庸   | 三島通庸   | 三島通庸   |  |  | 峰子     | 峰子     | 峰子     | 峰子     | 峰子     | 峰子     |          |          |            |          |          |          |          |          |            |  |            |            |            |            |            |            |  |  |                     |          |          |          |          |          |  |  | 彬子女王 | 彬子女王 | 彬子女王 | 彬子女王 | 彬子女王 | 彬子女王 |  |  |  |  |  |  |
| 三島通庸   | 三島通庸   | 三島通庸   | 三島通庸   | 三島通庸   | 三島通庸   |  |  | 峰子     | 峰子     | 峰子     | 峰子     | 峰子     | 峰子     |          |          |            |          |          |          |          |          |            |  |            |            |            |            |            |            |  |  |                     |          |          |          |          |          |  |  | 彬子女王 | 彬子女王 | 彬子女王 | 彬子女王 | 彬子女王 | 彬子女王 |  |  |  |  |  |  |
|            |            |            |            |            |            |  |  |          |          |          |          |          |          |          |          | 利武子     | 利武子   | 利武子   | 利武子   | 利武子   | 利武子   |            |  |            |            |            |            |            |            |  |  | 寬仁親王            | 寬仁親王 | 寬仁親王 | 寬仁親王 | 寬仁親王 | 寬仁親王 |  |  | 瑶子女王 | 瑶子女王 | 瑶子女王 | 瑶子女王 | 瑶子女王 | 瑶子女王 |  |  |  |  |  |  |
|            |            |            |            |            |            |  |  |          |          |          |          |          |          |          |          | 利武子     | 利武子   | 利武子   | 利武子   | 利武子   | 利武子   |            |  |            |            |            |            |            |            |  |  | 寬仁親王            | 寬仁親王 | 寬仁親王 | 寬仁親王 | 寬仁親王 | 寬仁親王 |  |  | 瑶子女王 | 瑶子女王 | 瑶子女王 | 瑶子女王 | 瑶子女王 | 瑶子女王 |  |  |  |  |  |  |
|            |            |            |            |            |            |  |  |          |          |          |          |          |          |          |          |            |          |          |          |          |          |            |  |            |            |            |            |            |            |  |  | 麻生泰              |          |          |          |          |          |  |  |          |          |          |          |          |          |  |  |  |  |  |  |
|            |            |            |            |            |            |  |  |          |          |          |          |          |          |          |          |            |          |          |          |          |          |            |  |            |            |            |            |            |            |  |  |                     |          |          |          |          |          |  |  |          |          |          |          |          |          |  |  |  |  |  |  |
|            |            |            |            |            |            |  |  |          |          |          |          |          |          |          |          |            |          |          |          |          |          |            |  | 英子       | 英子       | 英子       | 英子       | 英子       | 英子       |  |  |                     |          |          |          |          |          |  |  | 麻生巌   | 麻生巌   | 麻生巌   | 麻生巌   | 麻生巌   | 麻生巌   |  |  |  |  |  |  |
|            |            |            |            |            |            |  |  |          |          |          |          |          |          |          |          |            |          |          |          |          |          |            |  | 英子       | 英子       | 英子       | 英子       | 英子       | 英子       |  |  |                     |          |          |          |          |          |  |  | 麻生巌   | 麻生巌   | 麻生巌   | 麻生巌   | 麻生巌   | 麻生巌   |  |  |  |  |  |  |
|            |            |            |            |            |            |  |  |          |          |          |          |          |          |          |          |            |          |          |          |          |          |            |  |            |            |            |            |            |            |  |  | 和子                | 和子     | 和子     | 和子     | 和子     | 和子     |  |  | 麻生健   | 麻生健   | 麻生健   | 麻生健   | 麻生健   | 麻生健   |  |  |  |  |  |  |
|            |            |            |            |            |            |  |  |          |          |          |          |          |          |          |          |            |          |          |          |          |          |            |  |            |            |            |            |            |            |  |  | 和子                | 和子     | 和子     | 和子     | 和子     | 和子     |  |  | 麻生健   | 麻生健   | 麻生健   | 麻生健   | 麻生健   | 麻生健   |  |  |  |  |  |  |
|            |            |            |            |            |            |  |  |          |          |          |          |          |          |          |          | 秋月種英   | 秋月種英 | 秋月種英 | 秋月種英 | 秋月種英 | 秋月種英 |            |  | 武見太郎   | 武見太郎   | 武見太郎   | 武見太郎   | 武見太郎   | 武見太郎   |  |  | 武見敬三            | 武見敬三 | 武見敬三 | 武見敬三 | 武見敬三 | 武見敬三 |  |  |          |          |          |          |          |          |  |  |  |  |  |  |
|            |            |            |            |            |            |  |  |          |          |          |          |          |          |          |          | 秋月種英   | 秋月種英 | 秋月種英 | 秋月種英 | 秋月種英 | 秋月種英 |            |  | 武見太郎   | 武見太郎   | 武見太郎   | 武見太郎   | 武見太郎   | 武見太郎   |  |  | 武見敬三            | 武見敬三 | 武見敬三 | 武見敬三 | 武見敬三 | 武見敬三 |  |  |          |          |          |          |          |          |  |  |  |  |  |  |

## 経歴
- 1951年 元世界医師会会長・日本医師会会長の武見太郎の三男として生まれる。
- 1958年 松濤幼稚園を経て慶應義塾幼稚舎に入学。

幼稚舎5年生よりラグビー部に所属
- 東京都6中学リーグ戦優勝
- 全国高校ラグビー大会第三位（夢の花園ラグビー場）
- 全国学生ラグビー選手権大会第三位（レギュラー選手）

- 1974年 慶應義塾大学 法学部政治学科 卒業
- 1976年 慶應義塾大学大学院 法学研究科政治学専攻 修士課程修了
- 1976年 台湾師範大学国語中心に留学。
- 1977年 ハーバード大学 フェアーバンクス記念東アジア研究所 客員研究員
- 1980年 慶應義塾大学大学院 法学研究科政治学専攻 博士課程満期退学
1980年 東海大学 政治経済学部政治学科 助手
- 1983年 東海大学 政治経済学部政治学科 専任講師
- 1984年 テレビ番組「CNNデイ・ウォッチ」で約3年間アンカーマンを務める。
- 1987年 テレビ朝日の「モーニングショー」のメインキャスターとして、総合司会を務める。
- 1987年 東海大学 政治経済学部政治学科 助教授
- 1992年 ハーバード大学 フェアーバンクス記念東アジア研究所 客員研究員
- 1995年 東海大学 教授
1995年 日本医師連盟の推薦のもと参議院議員初当選（第17回参議院議員通常選挙）
- 1996年 東海大学 平和戦略国際研究所 次長
- 2001年 参議院議員再選（2期、第19回参議院議員通常選挙、議員期間中は外務政務次官を初めに厚生労働副大臣まで複数の役職を担う）
- 2006年 国連事務総長下ハイレベル委員会委員に就任。
- 2007年 参議院議員を落選（第21回参議院議員通常選挙）
2007年 日本医師会総合政策研究機構 特別研究員
2007年 ハーバード大学公衆衛生大学院及び日米関係プログラム 客員研究員に就任。渡米。
- 2008年 日本国際交流センター シニアフェロー（Senior Fellow, Japan Center for Int’l Exchange）
2008年 長崎大学医学部 客員教授
- 2009年 世界保健機関（WHO）研究開発資金専門家委員会委員に就任。
- 2012年 国連母子保健ハイレベル委員会委員に就任。
2012年 身延山大学 客員教授、福島医科大学 客員教授
2012年 参議院議員繰上げ当選（3期、第21回参議院議員通常選挙）
- 2013年 参議院議員再選（4期、第23回参議院議員通常選挙）
- 2014年 慶應大学医学部客員教授[121]
- 2017年 参議院自民党政策審議会長[122]
- 2019年 参議院議員再選（5期、第25回参議院議員通常選挙）
2019年 WHO ユニバーサル・ヘルス・カバレッジ　親善大使[123]
- 2020年 参議院自民党議員副会長 [124]
- 2021年 国連開発計画（UNDP）「人間の安全保障に関する特別報告書ハイレベル諮問パネル」 共同議長[125]
- 2025年 第27回参議院議員通常選挙に立候補するも落選し、政界引退を表明。[126]。

## 政策・主張
- 象徴天皇制の制度的意義についても一貫して肯定的であり、昭和・平成・令和の歴代天皇の姿勢を「平和主義」と「共感の象徴」として位置付けている。特に小泉信三が当時の皇太子の教育係として果たした役割を評価し、政治と皇室の間に適切な距離を保ちつつ、道徳心と歴史観に支えられた「国民との共感の皇室像」を支持している[127]。
- 選択的夫婦別姓導入への賛否について「賛成」としている[128]。また、別の記事では、選択的夫婦別姓制度の導入については「反対ではない」とし、党内の意見集約の必要性を述べている[129]。
- 日米安保体制はもっと強化すべきとしている[128]。
- 「他国から攻撃が予想される場合は先制攻撃をためらうべきではない」という設問に対し、「どちらかと言えば賛成」と回答[128]。
- 憲法9条を改正して自衛隊の役割や限界を明記すべき[130]。
- 集団的自衛権を行使できるよう憲法解釈を変更するべき[130]。
- 日本の原発について当面は必要だが、将来的に廃止すべき[130]。
- 人口減少・高齢化対策として、医療DXの推進、外国人労働者の受け入れ促進、医療インバウンド拡大による医療財源確保を主張[131]。また、別の記事では、生産年齢人口の急減対策として、外国人労働者の受け入れ拡大に前向きな立場を示し、法整備の継続に言及している[132]。
- 少子化対策として児童手当の所得制限撤廃に賛成し、「支援強化」を主張している[133]。また、少子化が軍事力や国家の安全保障に及ぼす深刻な影響を指摘し、女性活躍や労働力多様化の必要性を訴えている[134]。そして、非正規雇用の増加やデジタル化の遅れが、少子化を加速させたと分析している[135]。
- 国民皆保険制度の維持と、医療インバウンドの推進を成長戦略の一環と位置付けている[136]。また、別の記事では、医療DXの推進について「マイナ保険証」や電子カルテの全国共有化を積極的に支持し、救急医療の質向上や医療現場の効率化に資するものと述べている[137]。
- 平和主義を「戦略的意志」とし、人道外交を強化しながら、安全保障上の「戦略的能力」の強化も求めている[138]。また、別の記事では、日本の役割について「国際社会でミドルパワーとして、特にグローバルヘルス分野で米国の縮小分を補うべき」とし、国際機関との連携強化を主張している[139]。
- ガザ地区の人道支援拡充を提唱し、メディカルエバキュエーションを含む保健医療支援の実施を推進[140]。
- 中国との関係においては、力による現状変更を牽制しつつ、共通課題への連携を重視している[141]。また、中国の経済不安や国内問題が、日本への対抗措置や台湾有事リスクの高まりに繋がるとの懸念を表明している[142]。そして、台湾海峡の緊張について「中国の軍事的優位が進めば危機が高まる」と述べ、日米同盟や国際秩序の安定が重要との立場を示す[143]。日中関係について「不必要な対立は避けつつも、中国の行動に警戒を怠らない」との立場を示す[144]。

## 選挙歴
| 当落 | 選挙                     | 執行日         | 年齢 | 選挙区       | 政党       | 得票数     | 得票率 | 定数 | 得票順位 /候補者数 | 政党内比例順位 /政党当選者数 |
| ---- | ------------------------ | -------------- | ---- | ------------ | ---------- | ---------- | ------ | ---- | ------------------ | ---------------------------- |
| 当   | 第17回参議院議員通常選挙 | 1995年07月23日 | 43   | 参議院比例区 | 自由民主党 | ーー票     | ーー   | 48   | /                  | 1/15                         |
| 当   | 第19回参議院議員通常選挙 | 2001年07月29日 | 49   | 参議院比例区 | 自由民主党 | 22万7042票 | 1.07%  | 48   | /                  | 8/20                         |
| 繰当 | 第21回参議院議員通常選挙 | 2007年07月29日 | 55   | 参議院比例区 | 自由民主党 | 18万6616票 | 1.12%  | 48   | /                  | 15/14                        |
| 当   | 第23回参議院議員通常選挙 | 2013年07月21日 | 61   | 東京都選挙区 | 自由民主党 | 61万2388票 | 10.86% | 5    | 5/20               | /                            |
| 当   | 第25回参議院議員通常選挙 | 2019年07月21日 | 67   | 東京都選挙区 | 自由民主党 | 52万5302票 | 9.13%  | 6    | 6/20               | /                            |
| 落   | 第27回参議院議員通常選挙 | 2025年07月20日 | 73   | 東京都選挙区 | 自由民主党 | 35万5369票 | 5.10%  | 6+1  | 10/32              | /                            |

## 主な所属議員連盟
- 東京オリンピック・パラリンピックに向けて受動喫煙防止法を実現する議員連盟（副会長）[145]
- 日本の領土を守るため行動する議員連盟
- 海事振興連盟
- 日華議員懇談会
- 選択的夫婦別氏制度を早期に実現する議連
- 世界銀行国会議員連盟
- 賃貸住宅対策議員連盟
- 国民歯科問題議員連盟
- ポリオ根絶議員連盟
- 自由民主党タクシーハイヤー議員連盟
- 日本に誇れる漢方を推進する議員連盟
- 栄養士議員連盟
- 地域で安心して分娩できる医療施設の存続を目指す議員連盟（会長）[87]
- 国際人口問題議員懇談会（JPFP） 幹事長（2014年～）
- 人口と開発に関するアジア議員フォーラム（AFPPD）議長（2013年～）

## 論文
1. 武見敬三. ロバート・R・シモンズ著 林建彦・小林敬爾訳「朝鮮戦争と中ソ関係」. アジアクォータリー. 1976-04 1976;8(2):130-132.
2. 武見敬三. 米国統合参謀本部の台湾政策 : 「平時」と「戦時」の相克. 行動科学研究. 1981 1981;15(1):63-76.
3. 武見敬三. 地域医療にも国際保健という視点を. 日本病院会雑誌 = Journal of Japan Hospital Association.2003-08-01 2003;50(8):1186.
4. Takemi K, Jimba M, Ishii S, Katsuma Y, Nakamura Y. Human security approach for global health. Lancet.Jul 5 2008;372(9632):13-14.
5. Reich MR, Takemi K, Roberts MJ, Hsiao WC. Global action on health systems: a proposal for the ToyakoG8 summit. Lancet. Mar 8 2008;371(9615):865-869.
6. Reich MR, Takemi K, Roberts MJ. 保健システム強化のためのグローバルアクション--洞爺湖G8サミットへの提言. 日本医師会雑誌. 2008-07 2008;137(4):719-728.
7. Reich MR, Takemi K. G8 and strengthening of health systems: follow-up to the Toyako summit. Lancet. Feb7 2009;373(9662):508-515.
8. Kawahara N, Akaza H, Roh JK, et al. The eighth Asia cancer forum: seeking to advance the outcomes of theUN summit: 'global health as the key to a new paradigm in cancer research'. Japanese journal of clinicaloncology. Dec 2012;42(12):1222-1231.
9. 武見敬三. (2016). 開発と安全保障をつなぐ日本のグローバルヘルス戦略 (特集 G7 伊勢志摩サミットを展望する). 外交= Diplomacy, 36, 70-77.
10. 武見敬三. (2017). 国際保健外交の現状と日本の役割. 外交= Diplomacy, 43, 95-101.
11. Takemi K. Preface to the Special Issue by Keizo Takemi, Minister of Health, Labor and Welfare, Japan. Health Systems & Reform. 2024 Dec 17;10(2):2390851. doi:10.1080/23288604.2024.2390851. Epub 2024 Oct 22. PMID 39437243.
12. Takemi K, Inoue H, Rodriguez DC, Tuipulotu A, Rasanathan K. Public health nurses in Japan. Lancet. 2024 Aug 10;404(10452):521-522. doi:10.1016/S0140-6736(24)01483-1. PMID 39127470.
13. Espinosa MF, Andriukaitis VP, Kickbusch I, Nishtar S, Saiz E, Takemi K, Barron GC, Koonin J, Watabe A; UHC2030. Realising the right to health for all people—UHC is the umbrella to deliver health for all. Lancet Global Health. 2023 Aug;11(8):e1160-e1161. doi:10.1016/S2214-109X(23)00202-4. PMID 37146627; PMCID: PMC10154000.
14. Takemi K. Lecture No. 6 Asia Health and Wellbeing Initiative (AHWIN) and cancer. Japanese Journal of Clinical Oncology. 2021 May 18;51(12 Suppl 2):i24-i27. doi:10.1093/jjco/hyaa263. PMID 34002790.
15. Davies SC, Akksilp S, Takemi K, Matsoso P, Da Silva JB Junior. The future leadership of WHO. Lancet. 2016 Jan 23;387(10016):321-323. doi:10.1016/S0140-6736(16)00105-7. PMID 26842435.
16. Takemi K. Proposal for a T-Shaped Approach to Health System Strengthening. Health Systems & Reform. 2016 Jan 2;2(1):8-10. doi:10.1080/23288604.2015.1123339. PMID 31514654.
17. Gorna R, Klingen N, Senga K, Soucat A, Takemi K. Women's, children's, and adolescents' health needs universal health coverage. Lancet. 2015 Dec 12;386(10011):2371-2372. doi:10.1016/S0140-6736(15)01176-9. PMID 26700516.
18. Reich MR, Harris J, Ikegami N, Maeda A, Cashin C, Araujo EC, Takemi K, Evans TG. Moving towards universal health coverage: lessons from 11 country studies. Lancet. 2016 Feb 20;387(10020):811-816. doi:10.1016/S0140-6736(15)60002-2. Epub 2015 Aug 21. Erratum in: Lancet. 2016 Feb 20;387(10020):750. PMID 26299185.
19. Heymann DL, Chen L, Takemi K, Fidler DP, Tappero JW, Thomas MJ, Kenyon TA, Frieden TR, Yach D, Nishtar S, Kalache A, Olliaro PL, Horby P, Torreele E, Gostin LO, Ndomondo-Sigonda M, Carpenter D, Rushton S, Lillywhite L, Devkota B, Koser K, Yates R, Dhillon RS, Rannan-Eliya RP. Global health security: the wider lessons from the west African Ebola virus disease epidemic. Lancet. 2015 May 9;385(9980):1884-1901. doi:10.1016/S0140-6736(15)60858-3. PMID 25987157; PMCID: PMC5856330.
20. Takemi K. Cross-boundary cancer studies at the University of Tokyo: Changes in Japan's global health policies: current stage in approaches to strengthen health systems. Japanese Journal of Clinical Oncology. 2014 Feb;44 Suppl 1:i65-68. doi:10.1093/jjco/hyt209. PMID 24516217.
21. Takemi K. 高齢化先進国日本の役割. 日本気管食道科学会会報. 2013;64(2):57. doi:10.2468/jbes.64.57.
22. Takemi K, Kumazawa J. 未来志向の医療制度改革. 日本化学療法学会雑誌. 2002;50(9):606-610. doi:10.11250/chemotherapy1995.50.606.

## 出演番組
レギュラー番組
| 期間       | 期間          | 番組名                                      | 役職                                                                          |
| ---------- | ------------- | ------------------------------------------- | ----------------------------------------------------------------------------- |
| 1984年4月  | 1987年9月     | CNNデイウォッチ（テレビ朝日）               | キャスター                                                                    |
| 1987年10月 | 1988年10月7日 | モーニングショー（テレビ朝日）              | メイン司会                                                                    |
| 1990年4月  | 1992年3月     | 話題のアンテナ 日本全国8時です（TBSラジオ） | 木曜日レギュラーキャスター                                                    |
| 1990年10月 | 1991年3月     | CNNデイブレイク（テレビ朝日）               | メインキャスター兼『ANNニュースフレッシュ』担当キャスター ※いずれも金曜日担当 |
| 2000年1月  | 2014年11月    | 朝まで生テレビ!（テレビ朝日）               | パネリスト出演                                                                |

イレギュラー番組
- ビートたけしのTVタックル
- 太田光の私が総理大臣になったら…秘書田中。